# 오큘러스 VR
오큘러스 VR(Oculus VR)은 2012년 7월 캘리포니아주 어바인에서 Palmer Luckey, Brendan Iribe, Michael Antonov, Nate Mitchell, Dillon Seo(한국명 서동일)가 공동으로 설립한 미국의 기술 기업으로, 현재 본사는 멘로파크에 위치해 있다. 가상현실 하드웨어와 소프트웨어 제품이 전문이다.
2012년 4월, Luckey는 비디오 게이밍을 위해 설계된 가상 현실 헤드셋인 리프트를 발표하였고 개발자들에게 가상현실 헤드셋을 판매할 수 있도록 8월 킥스타터 캠페인을 런칭하였다. 이 캠페인은 성공이 입증되어 2,400,000 달러의 수익을 올렸는데, 이는 원래 목표치인 $250,000의 10배에 해당한다. 2개의 생산 이전 모델들이 개발자들에게 공개되었다: 오큘러스 VR DK1 (개발 키트 1), 오큘러스 VR DK2 (개발 키트 2). 소비자용 제품은 2016년 3월 28일 완전히 새로워진 디자인과 함께 출시되었으며 전용 VR 디스플레이, 포지셔널 오디오, 적외선 추적 시스템이 포함되었다.
2014년 3월, 페이스북 CEO 마크 저커버그는 오큘러스 VR을 현금과 주식으로 US$2,300,000,000에 인수하기로 동의하였다. 2015년, 오큘러스 VR은 3차원 재구성 및 혼합 현실에 집중했던 영국의 스타트업 서리얼 비전(Surreal Vision)을 인수하였으며 이로써 오큘러스 VR이 원격현장감 개념을 갖춘 제품 개발을 시작할 수 있게 되었다.
이 회사는 2015년 11월 삼성 갤럭시 스마트폰용 삼성 기어 VR을 개발하기 위해 삼성과 파트너십을 맺었다.

## 제품

### 1세대

#### 오큘러스 고

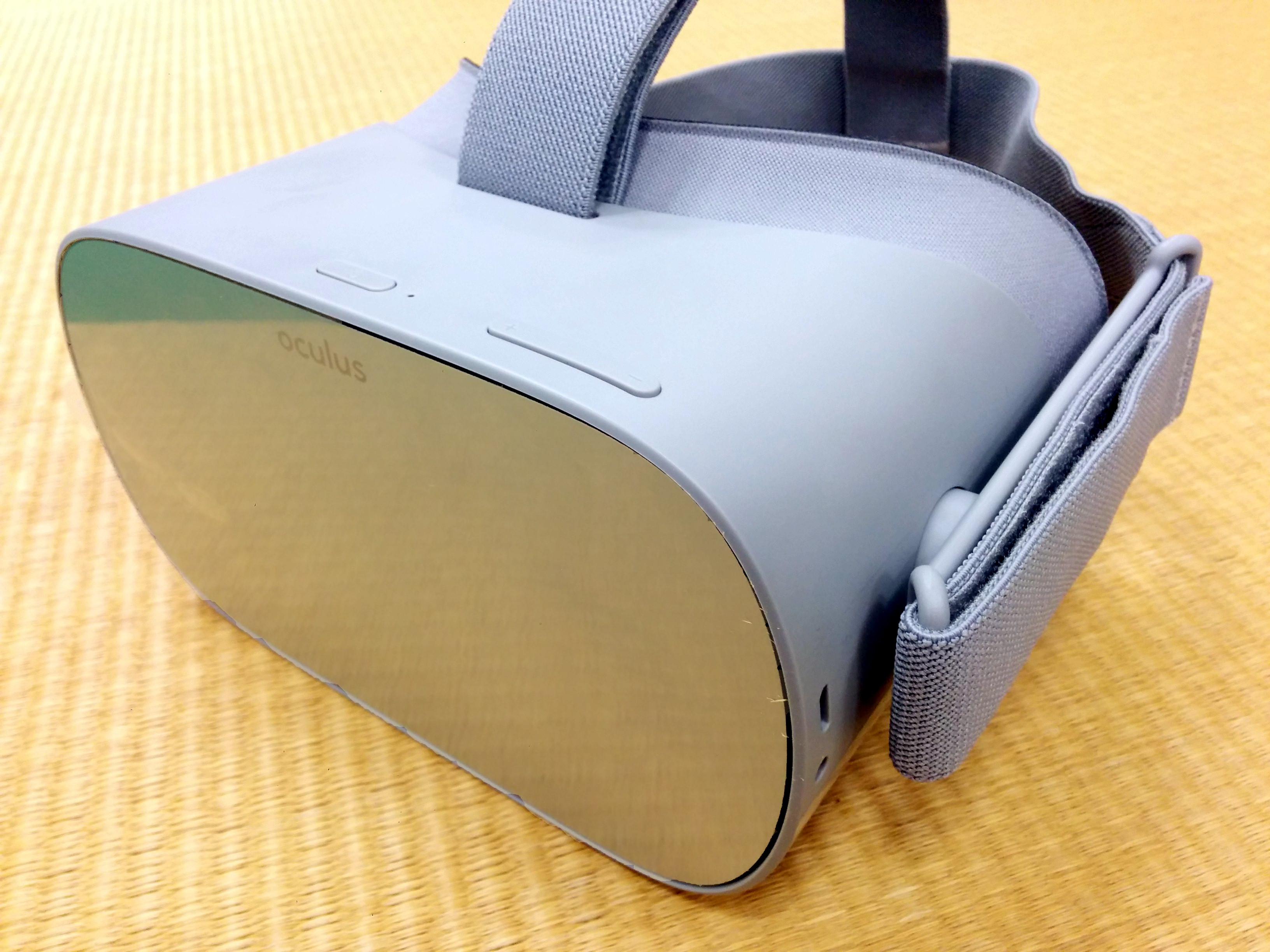
오큘러스 고 헤드셋

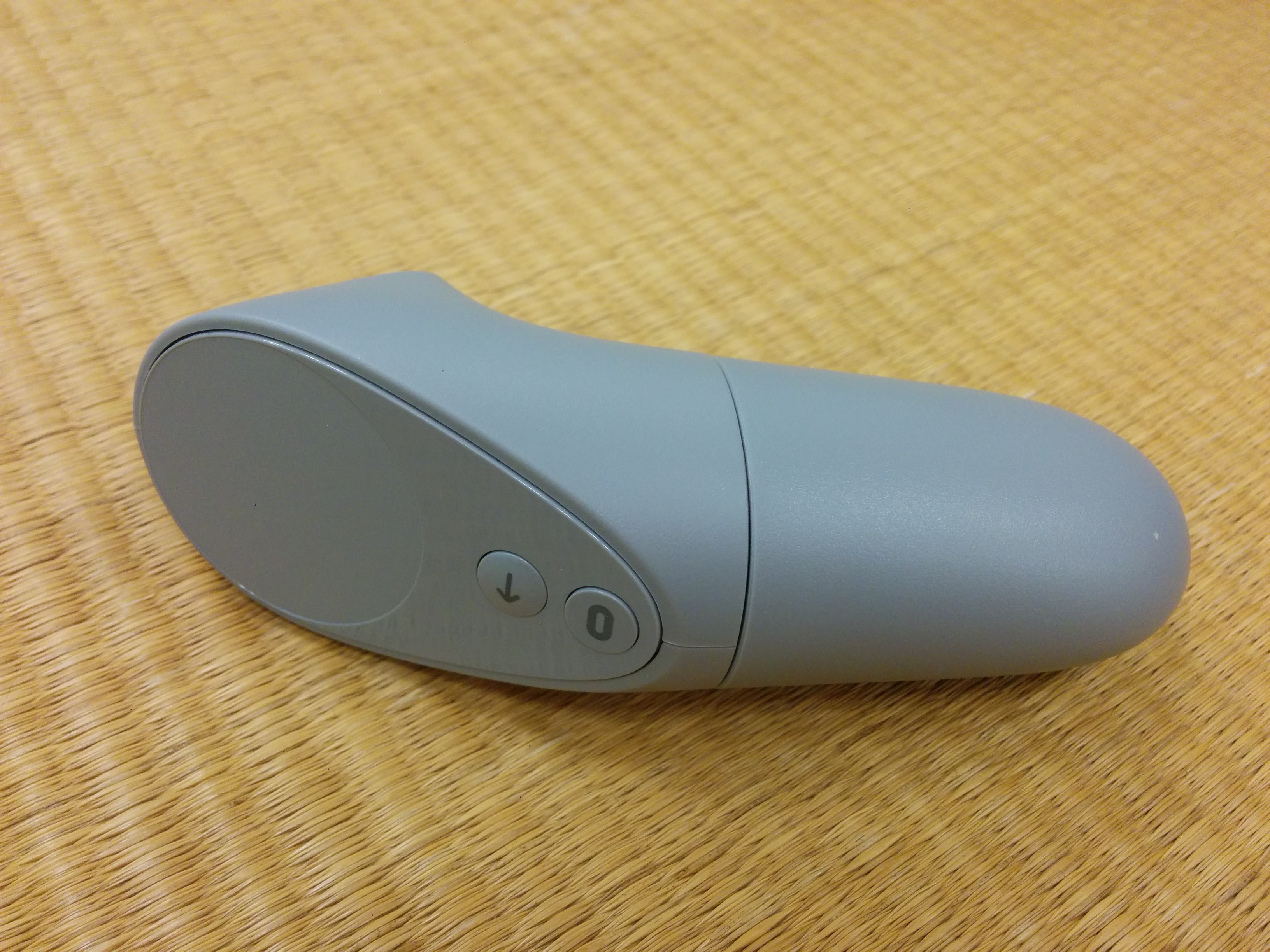
오큘러스 고 컨트롤러

2017년 10월 11일, 오큘러스는 "오큘러스 고"(Oculus Go)라는 이름의 스탠드얼론 VR 헤드셋을 발표하였으며, 페이스북의 F8 콘퍼런스에서 2018년 5월 1일 별도의 예고 없이(2018년 상반기에 출시될 것이라는 언급 뿐이었음) 나중에 출시되었다. 오큘러스는 미국의 대형 모바일 SoC 설계사 퀄컴, 중국 최대의 스마트폰 제조사 샤오미와의 파트너십을 통해 오큘러스 고를 개발하였다. 삼성 기어 VR과 구글의 데이드림처럼, 이 장치는 컴퓨터에 테더링되지 않으며 게이밍 시스템의 동작을 요구하지 않는다. 헤드셋만으로 구성되어 있으나 이 장치는 스마트폰의 전력 공급을 받지 않는다.
이 하드웨어의 외형은 5.5인치 2560 x 1440 해상도 디스플레이, 오큘러스 리프트에 사용된 더 고품질의 Fresnel 렌즈를 갖추고 있으며 2016년의 퀄컴 스냅드래곤 821 프로세서에 기반을 둔다. 3도 자유 추적(freedom tracking), 또 레이저 포인터와 같이 움직일 수 있는 소형 컨트롤러가 있다.
오큘러스 고는 2개의 스토리지 구성을 사용할 수 있으며, 32GB 내장 스토리지 모델은 $199 USD, 64GB 내장 스토리지 모델은 $249 USD이다. 헤드셋은 헤드폰이 없으며 대신 헤드스트랩 안에 2개의 오디오 스피커가 있으나 헤드셋은 3.5 mm 헤드폰 잭이 있어서 독립 헤드폰의 사용을 가능케 한다. 사용자 인터페이스는 25개 언어를 지원한다.

#### 오큘러스 퀘스트

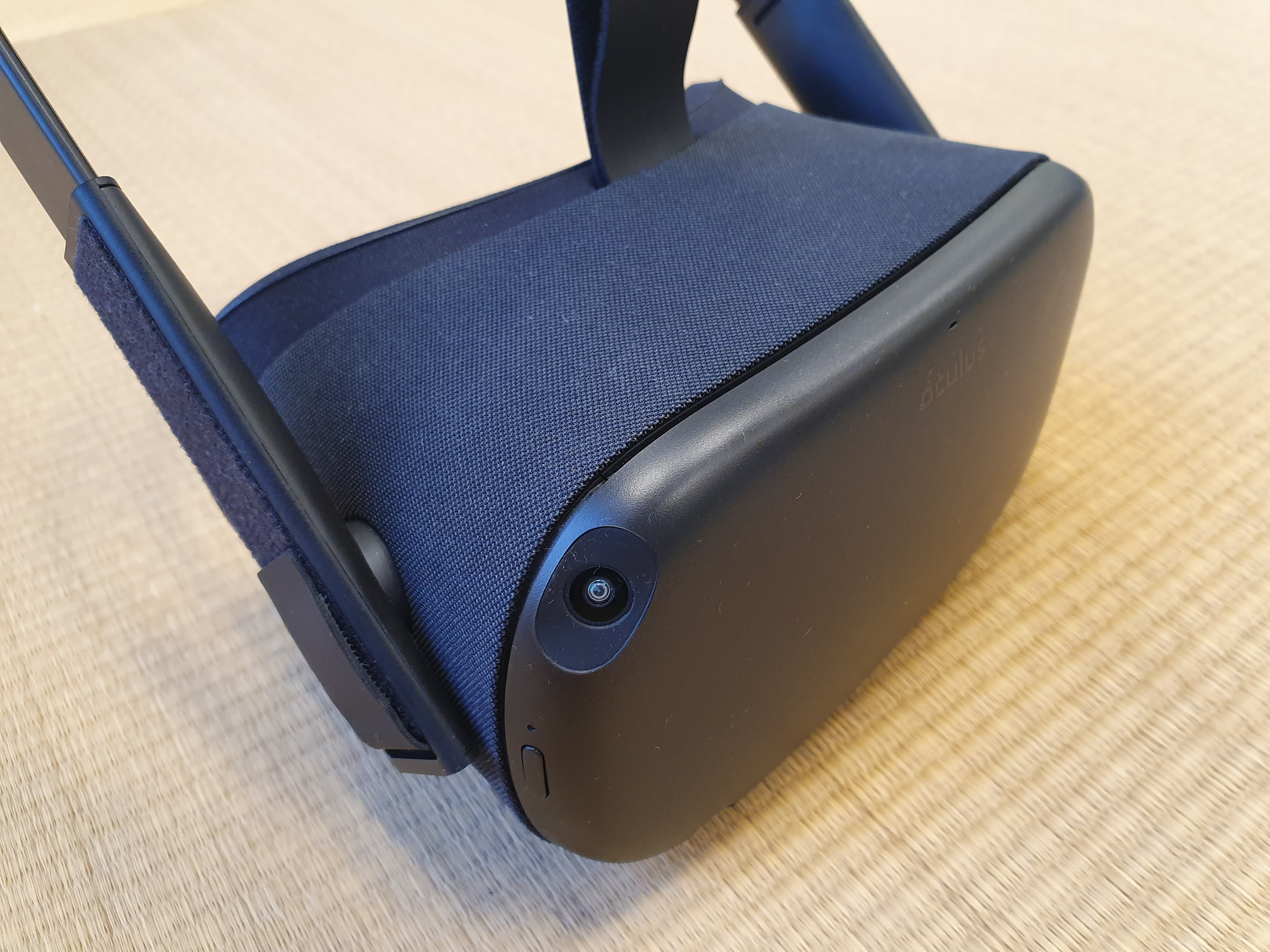
Oculus Quest

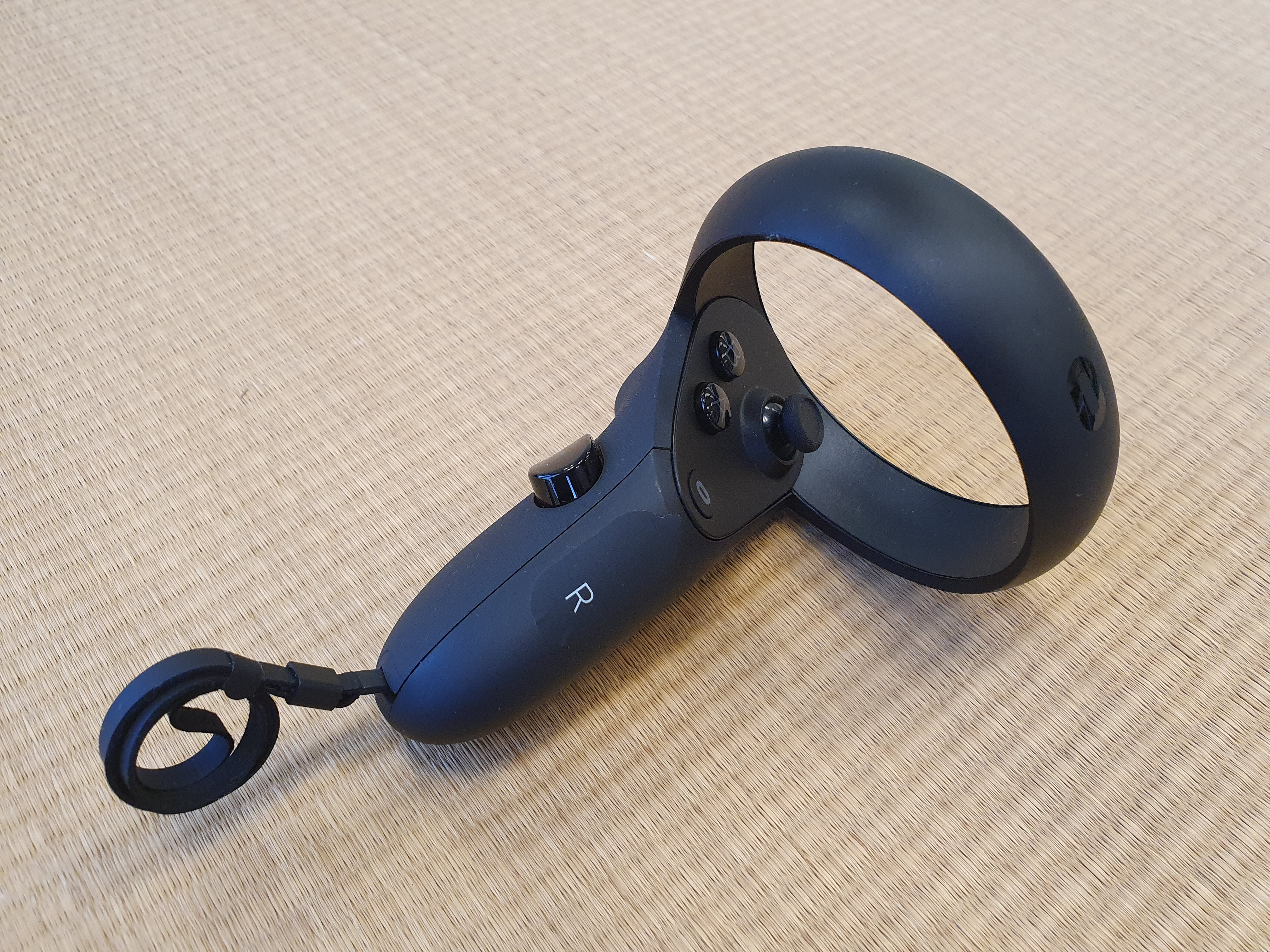
Oculus Touch

2018년 9월 26일, 오큘러스는 "오큘러스 퀘스트"(Oculus quest)라는 이름의 독립형 VR 헤드셋을 발표하였다. 오큘러스 터치와 비슷한 모션 컨트롤러를 사용하며 위치 추적을 위한 4개의 와이드 앵글 카메라가 있으며 각 안구 당 1600 x 1400 해상도를 지원한다. 헤드셋은 $399 달러로 2019년 봄에 출시된다.

## 오큘러스 스튜디오
오큘러스 스튜디오(Oculus Studios)는 서드파티 스튜디오에게 오큘러스 리프트를 위해 개발과 경험을 개발하는데 기술적 충고를 제공하고 지원, 배급하는데 초점을 맞춘 오큘러스의 한 부서이다.

### 게임
다음은 오큘러스 리프트를 위해 오큘러스 스튜디오가 배급한 게임 목록이다.
| 게임 타이틀             | 출시일           | 플랫폼          |
| ----------------------- | ---------------- | --------------- |
| Chronos                 | 2016년 3월 25일  | 오큘러스 리프트 |
| Lucky's Tale            | 2016년 3월 28일  | 오큘러스 리프트 |
| Defense Grid 2          | 2016년 3월 28일  | 오큘러스 리프트 |
| The Climb               | 2016년 4월 23일  | 오큘러스 리프트 |
| Edge of Nowhere         | 2016년 6월 6일   | 오큘러스 리프트 |
| Damaged Core            | 2016년 8월 30일  | 오큘러스 리프트 |
| Feral Rites             | 2016년 9월 13일  | 오큘러스 리프트 |
| Dragon Front            | 2016년 10월 6일  | 오큘러스 리프트 |
| Dead and Buried         | 2016년 12월 5일  | 오큘러스 리프트 |
| The Unspoken            | 2016년 12월 5일  | 오큘러스 리프트 |
| Landfall                | 2017년 2월 21일  | 오큘러스 리프트 |
| Robo Recall             | 2017년 3월 1일   | 오큘러스 리프트 |
| Rock Band VR            | 2017년 3월 23일  | 오큘러스 리프트 |
| Wilson's Heart          | 2017년 4월 22일  | 오큘러스 리프트 |
| Witchblood              | 2017년 6월 8일   | 오큘러스 리프트 |
| The Mage's Tale         | 2017년 6월 20일  | 오큘러스 리프트 |
| Echo Arena              | 2017년 7월 20일  | 오큘러스 리프트 |
| Lone Echo               | 2017년 7월 20일  | 오큘러스 리프트 |
| Arktika.1               | 2017년 10월 10일 | 오큘러스 리프트 |
| From Other Suns         | 2017년 11월 12일 | 오큘러스 리프트 |
| Marvel Powers United VR | 2018             | 오큘러스 리프트 |
| Stormland               | 2019             | 오큘러스 리프트 |
| Lone Echo II            | 2019             | 오큘러스 리프트 |